# Ugljen (crtački)
Ugljen za crtanje ili slikarski ugljen dobiva se suhom destilacijom (karbonizacijom), odnosno sagorijevanjem uz minimalnu količinu kisika. Karbonizira se npr. vrbino ili brezino pruće. Školski ugljen za crtanje dobiva se karbonizacijom prašine.
Ugljen ostavlja suhi, mekani i prašnjavi trag na hrapavom papiru, omogućuje razmazivanje, ali ne omogućuje crtanje dugih i tankih linija. Na kraju se crtež nacrtan ugljenom mora fiksirati.
Ugljen, odnosno ugljeni štapići prave se od grančica lipa ili lijeske i ostavljaju debeo trag. Ugljen se troši jako brzo. On je prašljav i maglovit, što daje posebnu mekoću, toplinu i nježnost toj crti.
Umjetnik koji koristi ugljen je emotivan. Prašina je sastavni dio crteža. Lako se sjenča.
Crtež izgleda na kraju kao da gledamo kroz maglu. Crta sva treperi u toj prašini, bila ona uža, šira ili veća. Papir ne bi trebao biti gladak.